# Кох, Карл Генрих Эмиль
Карл Генрих Эмиль Кох (нем. Karl (Carl) Heinrich Emil (Ludwig) Koch; 1809—1879) — немецкий ботаник, считается одним из основателей дендрологии.

## Биография
Сначала Кох изучал медицину в Йене, но главным образом занимался ботаникой и в 1834 году стал в Йене приват-доцентом ботаники.
В 1836 году Кох предпринял путешествие на Восток, посетил Кавказ, Мингрелию до Батуми, северную часть Армении, Персидское плоскогорье и Арарат. Главная цель этого путешествия состояла в определении родины плодовых деревьев. Из этого путешествия Кох вернулся в 1838 году через Санкт-Петербург с богатыми коллекциями; результаты путешествия он опубликовал в сочинении «Reise durch Russland nach dem Kaukas. Isthmus» (2 тома, Штутгарт, 1842—43).
В 1843 году Кох, при содействии Фридриха Вильгельма IV и берлинской академии наук, предпринял второе путешествие на Восток. Он посетил Понтийское плоскогорье, местности вокруг Ардагана и Эрзерума и восточную часть области, прилегающей к Евфрату. Описание этого путешествия составило 3 тома сочинения «Wanderungen durch dem Orient» (Веймар, 1846—47). Переселившись в 1847 году в Берлин, Кох был назначен экстраординарным профессором дендрологии в университете; в 1878 году был назначен директором берлинского ботанического сада.

## Сочинения
Главным его сочинением считается «Dendrologie» (3 тома, Эрланген, 1869—1872);
кроме того, им напечатаны следующие сочинения:
- «Das natürliche System des Pflanzenreichs nachgewiesen in der Flora von Jena» (1839),
- «Beiträge zu einer Flora des Orientes» (Берлин, 1848—1851),
- «Hortus dendrologicus» (1853),
- «Die botanischen Gärten» (Берлин, 1860),
- «Die deutschen Obstgehölze» (Штутгарт, 1876).

С 1857 по 1872 год Кох издавал журнал «Wochenschrift für Gärtnerei und Pflanzenkunde».